# Овчар Євген Лук'янович
Євген Лук'янович Овчар (17 січня 1917, село Адамівка (за іншими даними — село Кричунове), тепер Любашівського району Одеської області — 31 березня 2003, смт. Любашівка Любашівського району Одеської області) — український радянський господарський діяч, голова колгоспу «Зоря комунізму» Любашівського району Одеської області. Герой Соціалістичної Праці (31.12.1965). Депутат Верховної Ради СРСР 8—10-го скликань (у 1973—1984 роках).

## Біографія
Народився в селянській родині. Закінчив середню школу, здобув професію токаря.
У 1931—1938 роках — робітник-молотобоєць на будівництві Дніпрогесу, токар колгоспу в Доманівському районі Одеської області, токар Одеського верстатобудівного заводу імені Леніна.
У 1938—1948 роках — в Червоній армії. Спершу служив у прикордонних військах, був рядовим 10-го прикордонного загону НКВС СРСР, учасник радянсько-фінської війни. Потім служив старшиною 33-го прикордонного загону НКВС СРСР на Ленінградському фронті, учасник німецько-радянської війни з 1941 року.
Член ВКП(б) з 1942 року.
У 1942 році закінчив короткострокові курси молодших лейтенантів при військово-політичному училищі НКВС імені Ворошилова. Після закінчення курсів служив командиром мінометної роти 122-го полку 201-ї стрілецької дивізії 23-ї армії Ленінградського фронту. У лютому 1944 року був поранений, лікувався у госпіталях. Після лікування — командир мінометної роти 286-го стрілецького полку 90-ї стрілецької дивізії 108-го стрілецького корпусу 2-ї Ударної армії. Брав участь у боях біля Ленінграда, в Прибалтиці та Східній Прусії. З 1945 по 1948 рік служив у складі радянських окупаційних військ в Німеччині.
У 1948—1954 роках — інспектор, старший інспектор Любашівського районного відділення державного страхування Одеської області.
У 1954—1958 роках — завідувач молочно-товарної ферми, секретар партійної організації, у 1958—1960 роках — заступник голови колгоспу «Зоря комунізму» Любашівського району Одеської області.
З 1960 року — голова колгоспу «Зоря комунізму» смт. Любашівки Любашівського району Одеської області.
Потім — на пенсії у смт. Любашівці Одеської області.

## Звання
- капітан

## Нагороди
- Герой Соціалістичної Праці (31.12.1965)
- орден Леніна (31.12.1965)
- орден Жовтневої Революції (1971)
- орден Трудового Червоного Прапора (8.12.1973)
- два ордени Вітчизняної війни І ст. (21.06.1944, 11.03.1985)
- орден Вітчизняної війни ІІ ст. (27.09.1944)
- орден Червоного Прапора (28.06.1943)
- орден Червоної Зірки (28.01.1944)
- орден Богдана Хмельницького ІІІ ст. (14.10.1999)
- медаль «За оборону Ленінграда»
- медаль «За взяття Кенігсберга»
- срібна медаль ВДНГ СРСР (1965)
- медалі
- Почесна грамота Президії Верховної Ради Української РСР